# Cá tuyết vùng cực
Cá tuyết vùng cực hay cá tuyết Bắc Cực, (danh pháp hai phần: Boreogadus saida), là một loài cá trong họ Cá tuyết (Gadidae), có quan hệ họ hàng với cá tuyết thật sự (chi Gadus). Lưu ý rằng một loài cá khác cũng có tên gọi chung là cá tuyết Bắc Cực với danh pháp Arctogadus glacialis.

## Đặc điểm
Cá tuyết vùng cực có đầu to, mắt to với đường kính còn lớn hơn cả chiều rộng của cuống đuôi, thân hình mảnh dẻ về phía sau, đuôi xẻ thùy sâu, miệng lồi ra và có các sợi râu nhỏ trên cằm. Nó có màu sắc đơn giản với các đốm ánh nâu và thân hình màu bạc. Nó có thể dài tới 30 cm. Cá tuyết vùng cực được tìm thấy xa hơn cả về phía bắc so với bất kỳ loài cá nào khác (vượt qua vĩ tuyến 84° vĩ bắc) với sự phân bổ trải dài trong các biển thuộc Bắc cực của miền bắc Nga, Alaska, Canada và Greenland.
Loài cá này nói chung hay được tìm thấy ở các vùng nước bề mặt, nhưng cũng có thể sống tại độ sâu tới trên 900 m. Cá tuyết vùng cực ăn các loại sinh vật phù du hay tôm tép tại các vùng nước bề mặt (không giống như họ hàng của nó là cá tuyết Đại Tây Dương kiếm ăn ở tầng đáy). Cá tuyết vùng cực thường hay đi vào các vùng cửa sông về mùa thu. Nó là loài cá chịu lạnh rất tốt, có thể sống tốt ở nhiệt độ 0-4 °C, nhưng có thể chịu được nhiệt độ lạnh hơn, do trong máu của chúng có các hợp chất glycoprotein chống đông (AFGP). Chúng hợp lại thành bầy lớn trong các vùng nước không bị băng che phủ. Mùa sinh sản diễn ra từ tháng 10 tới tháng 3 năm sau. Trứng cá trôi nổi. Mỗi con cái có thể đẻ 10-35 nghìn trứng mỗi lần. Độ tuổi thuần thục về mặt sinh dục là 3-4 năm tuổi, khi đạt độ dài 19–20 cm, và chúng có thể sống tới 6-7 năm.

## Giá trị
Nó là một trong những nguồn thức ăn chủ yếu của kỳ lân biển, cá voi trắng, hải cẩu vòng và các loài chim biển. Nó là loài cá được đánh bắt ở quy mô thương mại tại Nga trong những năm gần đây, tại khu vực ven Bạch Hải và biển Barents, nhưng chất lượng thịt không được đánh giá cao.